# Wine.xo
Wine.xo , Wine XO o Sugared Wine es la adaptación de Wine para Sugar. Wine es un conjunto de programas que permiten hacer funcionar en Linux programas hechos para Microsoft Windows.

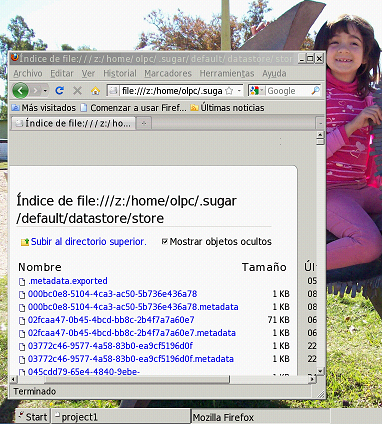
Firefox mostrando archivos del Diario (Journal) de la XO-1

## Características y diferencias con Wine estándar
Wine.xo es una actividad para la interfaz Sugar de la XO-1. Esto quiere decir que está integrada a esta interfaz y permite interactuar con el Diario (Journal) de Sugar. Vincent Povirk (seudónimo: madeworkherd) es el desarrollador de la actual versión 2.3.
Implementa una metáfora de escritorio similar al escritorio de Windows:
un fondo de pantalla sobre el cual se ubica una barra de tareas con un botón que despliega el menú Inicio, desde el cual se lanzan los programas (aplicaciones) compatibles con Windows. Esto no es habitual en Wine funcionando con otras versiones de Linux, porque las distribuciones de Linux ya poseen sus correspondientes metáforas de escritorio. Pero es necesario en Sugar dada la gran diferencia que tiene con un escritorio convencional. 
Otra diferencia es que su instalador es totalmente compatible con Sugar pero no es usable en Linux estándar. El instalador, llamado Wine.xo, tiene un tamaño de unos 17MB
y consiste en una carpeta comprimida que contiene un guion instalador escrito en lenguaje python.
A diferencia de Wine estándar, Wine.xo incluye en el menú Inicio el manejador de archivos 7-Zip File Manager. Para editar texto, incluye Notepad (Bloc de Notas) en el menú Inicio. También incluye WordPad, pero no hay acceso directo a éste en el menú Inicio. 

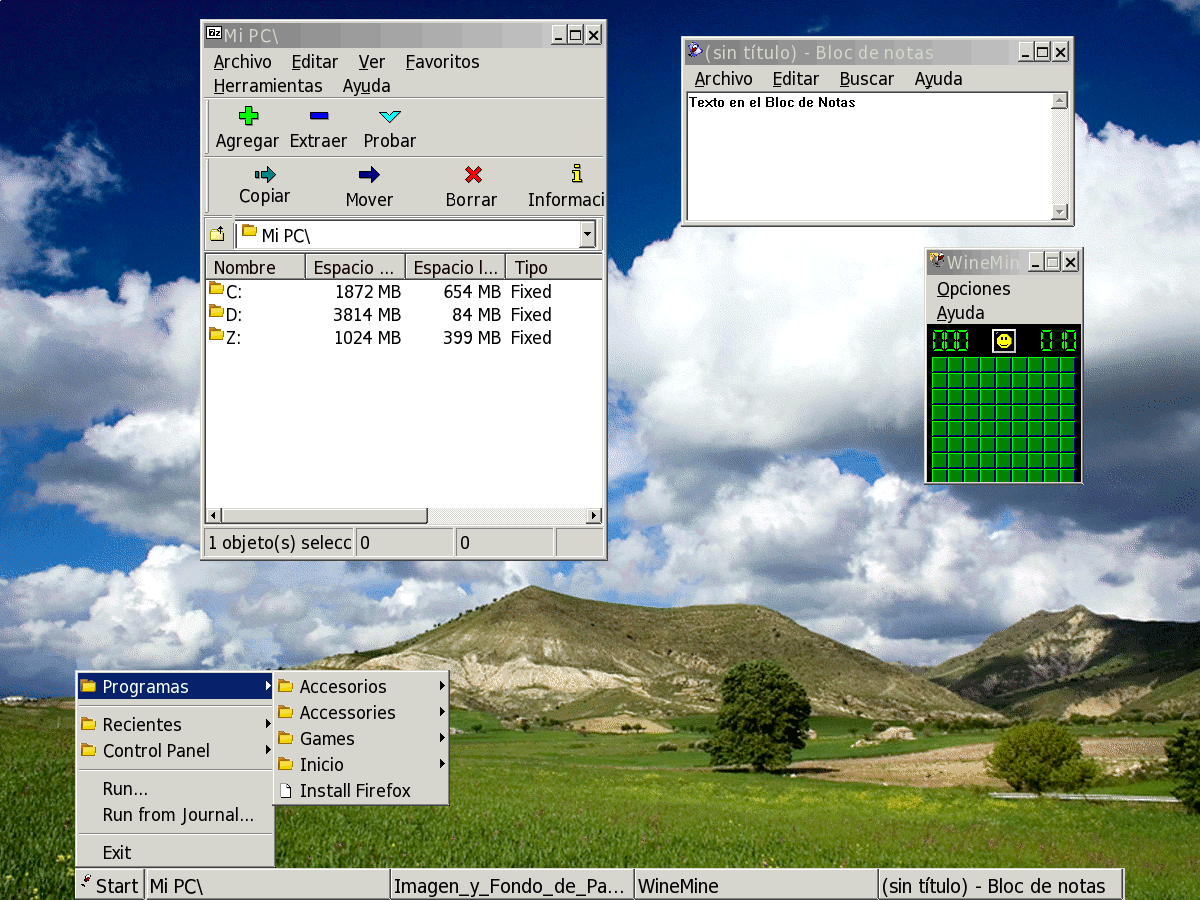
7-Zip , Bloc de Notas y juego WineMine
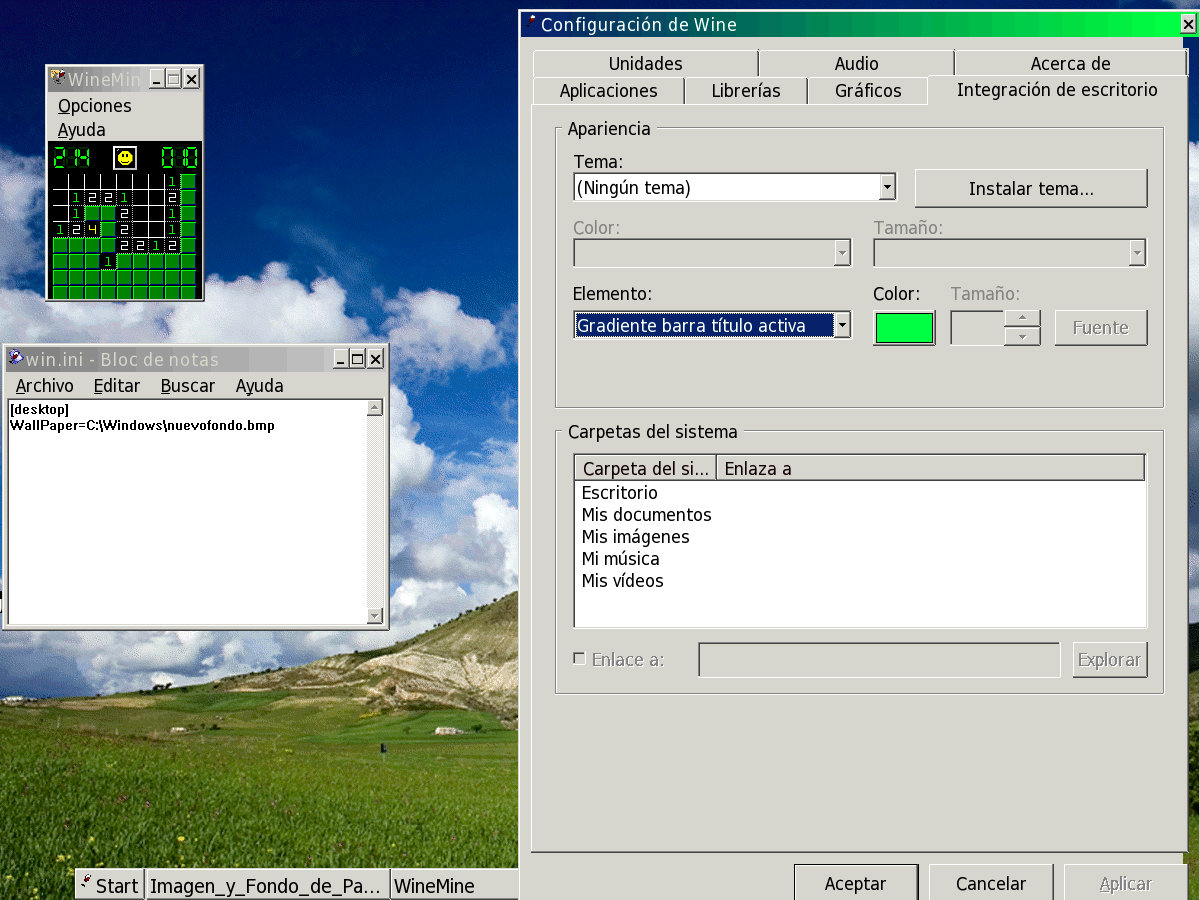
Wineconfig permite cambiar la apariencia de Wine.xo
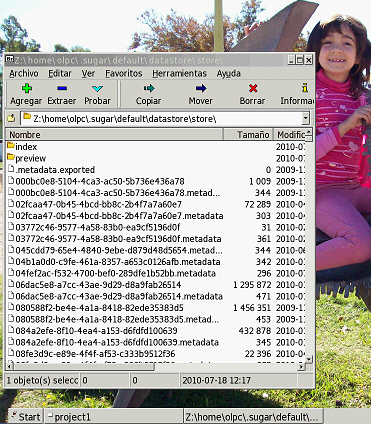
Manejador de archivos 7-Zip en Wine.xo
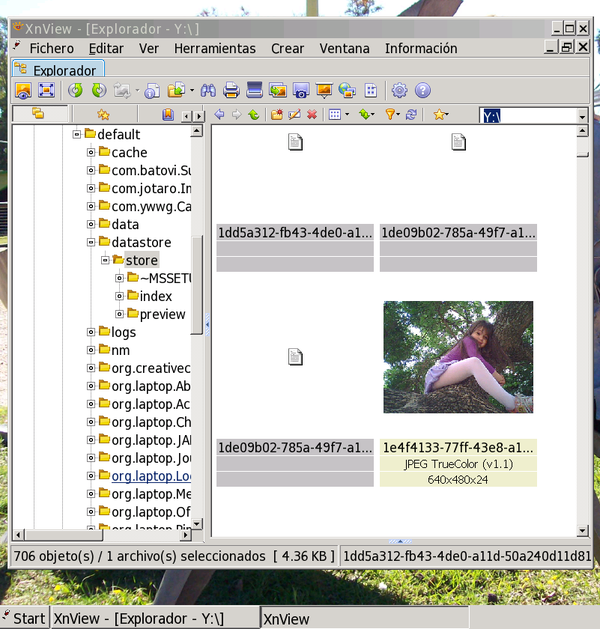
Visor y editor de imágenes freeware XnView en Wine.xo
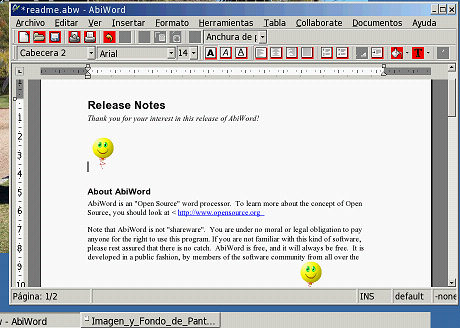
Procesador de textos GNU AbiWord en Wine.xo

## Personalización
Wine.xo no tiene implementados aun accesos directos (iconos) en el escritorio. 
Para cambiar la apariencia de las ventanas, colores y tipos de letra, hay que recurrir al programa winecfg. Esta aplicación permite instalar temas de escritorio de Windows. La imagen de fondo debe ser un archivo en formato Windows BMP , y para cambiarla es necesario modificar el archivo Win.ini o reemplazar el archivo background.bmp, dado que faltan implementar algunas funcionalidades de personalización.
Wine.xo no incluye tipos de letra en la carpeta C:\Windows\Fonts , por lo cual algunos programas tienen problemas al desplegar texto. Esto se corrige copiando algunos archivos de tipos de letras en formato True Type (.ttf) a dicha carpeta. 

## Uso común y aplicaciones compatibles
En general cualquier aplicación de Windows que funcione en Wine funcionará en Wine.xo ; los 
problemas se deben a las limitaciones del hardware de la XO-1, sobre todo por su limitada memoria RAM y su interfaz gráfica.
En Uruguay, donde existe la mayor base de XO-1 instalada, Wine.xo es usado marginalmente por los 
niños para correr juegos de Windows en sus XO-1.
Puede lograrse un ambiente productivo en Wine.xo instalando programas para Windows de código libre o freeware:
- Firefox para navegar por Internet
- AbiWord para editar texto (hay que colocar fuentes en la carpeta C:\Windows\Fonts )
- XnView o IrfanView para ver y editar imágenes
- GNUCalc para trabajar con planillas electrónicas

Estos programas funcionan en Wine.xo en la XO-1.